# Gutalac
Gutalac ist eine philippinische Stadtgemeinde in der Provinz Zamboanga del Norte. Sie hat 34.654 Einwohner (Zensus 1. August 2015).

## Baranggays
Gutalac ist politisch in 33 Baranggays unterteilt.
- Bacong
- Bagong Silang
- Banganon
- Bayanihan
- Buenavista
- Canupong
- Cocob
- Datagan
- Imelda
- Immaculada Concepcion
- La Libertad
- Loay
- Lower Lux
- Lux
- Malian
- Mamawan
- Map
- Matunoy
- New Dapitan
- Panganuran
- Pitawe
- Pitogo
- Poblacion (Gutalac)
- Salvador
- San Isidro
- San Juan
- San Roque
- San Vicente
- Santo Niño
- Sas
- Sibalic
- Tipan
- Upper Gutalac